# إمنداكن (تلوات)
إمنداكن هو دُوَّار يقع بجماعة تيلويت، إقليم ورززات، جهة درعة تافيلالت في المملكة المغربية. ينتمي الدوّار لمشيخة تلوات التي تضم 9 دواوير. يقدر عدد سكانه بـ 1214 نسمة حسب الإحصاء الرسمي للسكان والسكنى لسنة 2004.

## روابط خارجية
- البوابة الوطنية للجماعات الترابية
- المندوبية السامية للتخطيط